# A154高速公路
A154高速公路是法国的一条高速公路，始于瓦尔德Reuil，终于Acquigny，与A13高速相连。A154南北走向，与154国道相连。A154全长9千米，部分路段于1996年建成通车，1997年全线通车。